# Tenggarang (plaats)
Tenggarang is een bestuurslaag in het regentschap Bondowoso van de provincie Oost-Java, Indonesië. Tenggarang telt 3798 inwoners (volkstelling 2010).